# Tokudaia muenninki
Il ratto spinoso di Okinawa (Tokudaia muenninki  Johnson, 1946) è un roditore della famiglia dei Muridi endemico dell'isola di Okinawa, nelle Isole Ryukyu.

## Descrizione

### Dimensioni
Roditore di medie dimensioni, con la lunghezza della testa e del corpo tra 112 e 175 mm, la lunghezza della coda tra 92 e 132 mm, la lunghezza del piede tra 29,8 e 35 mm, la lunghezza delle orecchie tra 22 e 23 mm e un peso fino a 169 g.

### Aspetto
Le parti dorsali sono nere con dei riflessi fulvo-giallastri, cosparse di lunghi e rigidi peli spinosi, grigi e con la punta più scura, mentre le parti ventrali sono bianco-grigiastre. Il muso è appuntito, gli occhi sono grandi. Le vibrisse del naso sono lunghe e nere, mentre quelle sulle guance sono bianche. Le orecchie sono ovali e moderatamente ricoperte di piccoli peli. Il dorso delle zampe è privo di pigmento. La coda è più corta della testa e del corpo, è nerastra sopra, biancastra sotto e ricoperta da circa 8 anelli di scaglie per centimetro, ognuna corredata di tre peli. Le femmine hanno due paia di mammelle. Il cariotipo è 2n=44 FN=50.

## Biologia

### Comportamento
È una specie terricola e notturna. I nidi sono cocostruiti nelle foreste ed hanno il cunicolo di entrata orizzontale.

### Alimentazione
Si nutre di semi di Castanopsis e Lithocarpus e talvolta anche di molluschi e granchi.

### Riproduzione
Gli accoppiamenti avvengono tra ottobre e dicembre. Danno alla luce 4-10 piccoli alla volta.

## Distribuzione e habitat
Questa specie è endemica dell'isola di Okinawa, nelle Isole Ryukyu, Giappone. Probabilmente è presente soltanto nella parte settentrionale dell'isola. Resti fossili risalenti al Pleistocene sono stati rinvenuti sull'isola di Iejima.
Vive nelle foreste di Chinquapin fino a 300 metri di altitudine.

## Conservazione
La IUCN Red List, considerato l'areale limitato e frammentato e il continuo declino nella qualità del proprio habitat, classifica T.muenninki come specie in grave pericolo (CR).

La Società Zoologica di Londra, in base ad alcuni criteri evolutivi e demografici, la considera una delle 100 specie di mammiferi a maggior rischio di estinzione.